# Dusty Henricksen
Dusty Henricksen (* 2. Februar 2003 in Redlands, Kalifornien) ist ein US-amerikanischer Snowboarder. Er startet in den Disziplinen Slopestyle und Big Air.

## Werdegang
Henricksen hatte im März 2019 in Mammoth sein Debüt im Snowboard-Weltcup, das er auf dem 29. Platz im Slopestyle beendete.
Bei den Juniorenweltmeisterschaften 2019 im Kläppen belegte er den 30. Platz im Big Air und den sechsten Rang im Slopestyle. Nach Platz 23 in Modena und Platz 17 in Atlanta zu Beginn der Saison 2019/20 im Big Air, erreichte er in Laax mit dem neunten Platz im Slopestyle seine erste Top-Zehn-Platzierung im Weltcup und holte im Slopestyle in Mammoth seinen ersten Weltcupsieg. Bei den Olympischen Jugend-Winterspielen 2020 in Lausanne gewann er die Goldmedaille im Slopestyle und errang zudem den vierten Platz im Big Air. Ende Februar 2020 wurde er bei den Burton US Open in Vail Zweiter im Slopestyle. Die Saison beendete er auf dem 18. Platz im Freestyle-Weltcup und auf dem dritten Rang im Slopestyle-Weltcup. In der Saison 2020/21 holte er bei den Winter-X-Games 2021 Gold im Slopestyle und belegte bei den Snowboard-Weltmeisterschaften 2021 den 21. Platz im Big Air und den siebten Rang im Slopestyle. In der folgenden Saison wurde er bei den Winter-X-Games 2022 Zehnter im Slopestyle kam bei den Olympischen Winterspielen 2022 in Peking auf den 21. Platz im Big Air sowie auf den 17. Rang im Slopestyle.
Dusty Henricksen lebt in Mammoth Lakes (Kalifornien).

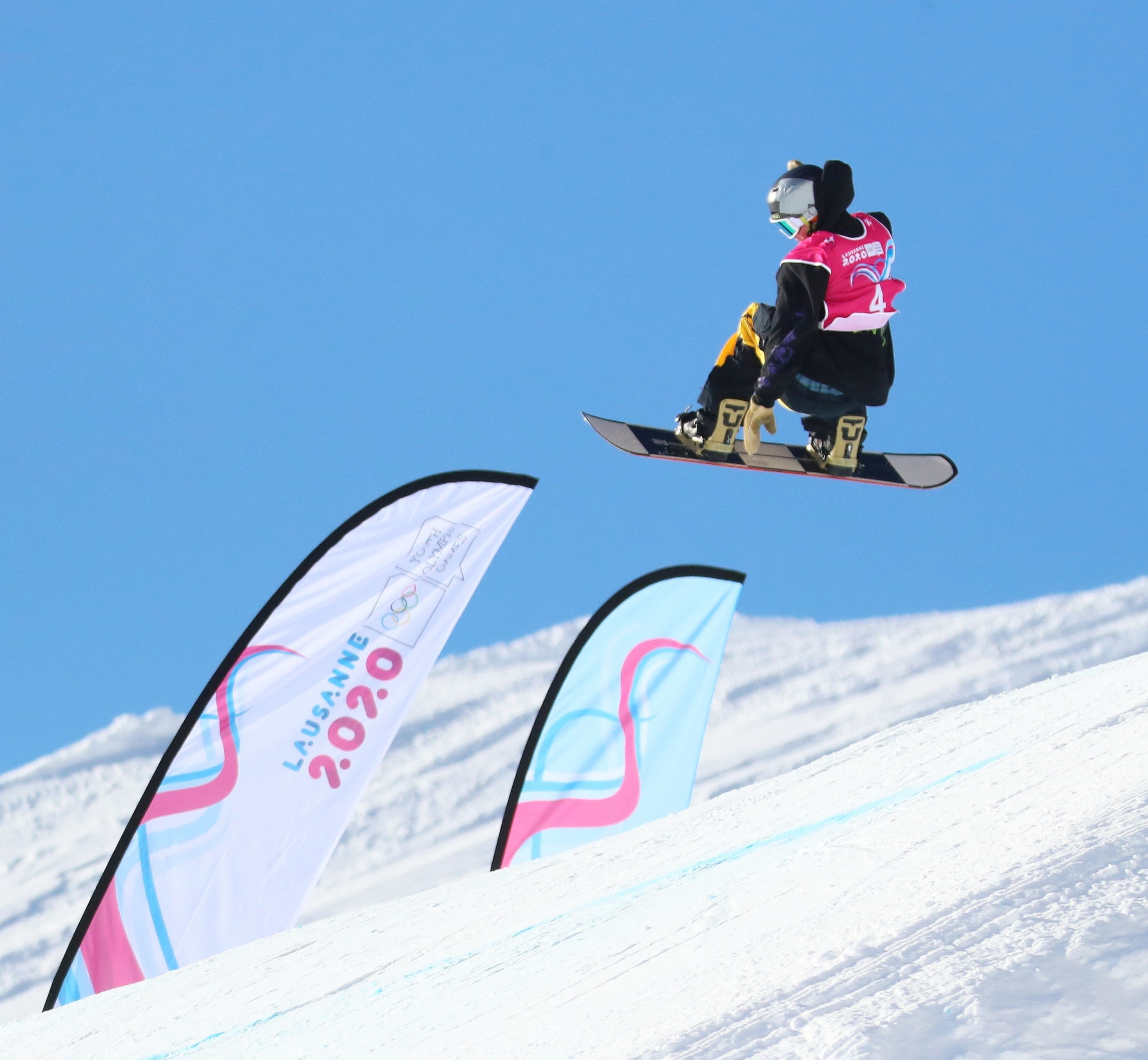
Dusty Henricksen bei den Olympischen Jugend-Winterspielen 2020

## Weltcupsiege
| Nr. | Datum           | Ort              | Disziplin  |
| --- | --------------- | ---------------- | ---------- |
| 1.  | 1. Februar 2020 | Mammoth Mountain | Slopestyle |
| 2.  | 3. Februar 2023 | Mammoth Mountain | Slopestyle |